# Sioux (taal)

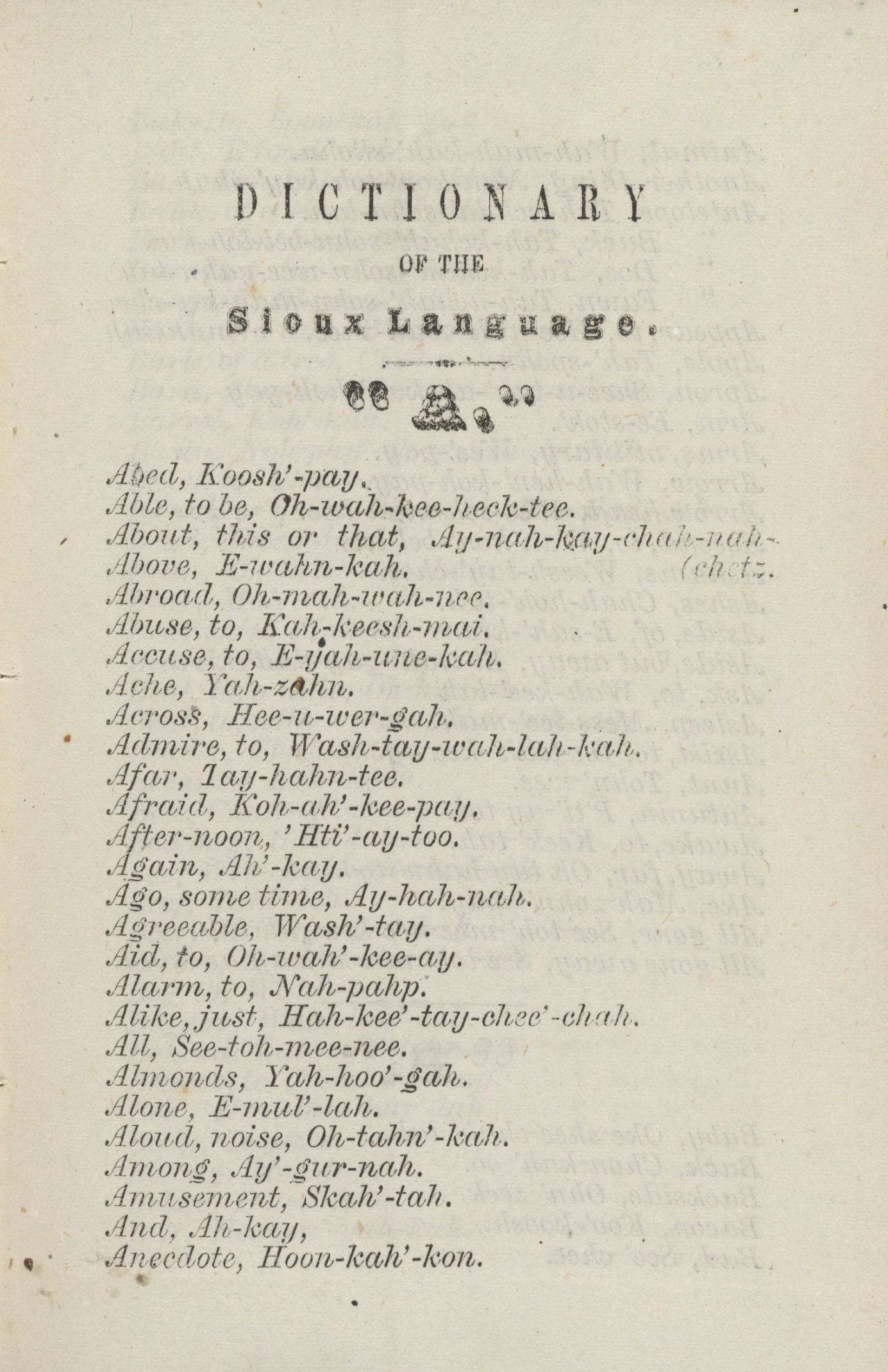
Woordenboek Sioux-Engels uit 1866

Sioux is een inheemse (indiaanse) taal in de Verenigde Staten en Canada met naar schatting 26.300 sprekers. Het is de taal van de Sioux, een verzamelnaam voor de Lakota-, Nakota- en Dakota-volkeren van de Noord-Amerikaanse prairie.
Sioux wordt gesproken in het noordwesten van de VS, in Noord-Nebraska, Zuid-Minnesota, North Dakota, South Dakota en Noordoost-Montana. Er zijn ook sprekers over de grens in Canada.
Sioux behoort tot de Sioux-Catawbatalen, meer specifiek tot de centrale Siouantalen van de Mississippi-vallei. De taal heeft drie regionale variëteiten, die zo nauw verwant zijn dat ze meestal als dialecten van één Sioux-taal beschouwd worden:
- Dakhóta, ook wel Santee of Oost-Sioux genoemd
- Nakȟóta, ook wel Yankton genoemd[1]
- Lakȟóta, ook wel Teton genoemd